# Châteauneuf-d'Oze
Châteauneuf-d'Oze là một xã của tỉnh Hautes-Alpes, thuộc vùng Provence-Alpes-Côte d’Azur, đông nam nước Pháp.